# Dildar
Dildar, de nombre real Yonis Reuf (Koye, 20 de febrero de 1918-Erbil, 12 de octubre de 1948) fue un poeta iraqí en lengua kurda.
Nació en la ciudad de Koye, en la provincia de Erbil. Terminó la escuela en Kirkuk y estudió derecho en Bagdad. Allí pasó a formar parte de la primera organización kurda legal, Hiwā («Esperanza»). Más tarde trabajaría algún tiempo como abogado.
Sus poemas fueron editados en las conocidas revistas en lengua kurda Ronākī y Galawēz. Se considera su obra más importante el himno nacional kurdo, Ey Reqîb, que escribió en 1938 durante su paso por la prisión en Irán.
Murió con 30 años de un infarto de miocardio.